# Ambassade de Guinée en Italie
L'ambassade de Guinée en Italie est la principale représentation diplomatique de la république de Guinée en Italie.
Elle est située dans la capitale du pays Rome.

## Histoire

### Liste des ambassadeurs
| N° | Nom et prénoms        | titre de fonction   | Début            | Fin            |
| -- | --------------------- | ------------------- | ---------------- | -------------- |
| 01 | Mohamed Chérif Diallo | Ambassadeur         |                  | 4 février 2022 |
| 02 | Abdoulaye Traoré      | Chargé des affaires | 9 février 2022   | En cours       |
| 03 | Aminata Kobélé Keita  | ambassadeur         | 25 novembre 2023 | En cours       |